# Ray Flaherty
Pour les articles homonymes, voir Flaherty.
Pro Football Hall of Fame 1976
(en) Statistiques sur pro-football-reference
Raymond Paul Flaherty (né le 1er septembre 1903 à Spokane et mort le 19 juillet 1994 à Coeur d'Alene) est un joueur et entraineur américain de football américain ayant remporté deux fois le titre de champion de la NFL avec les Redskins en 1937 et 1942.

## Carrière

### Université
Ray entre d'abord à l'université d'État de Washington mais il change d'université pour celle de Gonzaga. Il obtient son baccalauréat en 1925.

### Professionnel
Il commence sa carrière pro doucement avec les Wildcats de Los Angeles évoluant en AFL en 1926. Il n'évolue qu'une saison dans cette franchise avant de prendre la direction de Yankee de New York (jouant en NFL) et sera un des joueurs jouant les deux seules saisons de l'équipe en NFL qui se concluront par des éliminations dans les phases de conférences.
Il n'est cependant pas laissé sur la touche et les Giants de New York lui font signer un contrat en plein milieu de la saison 1928. Il fait partie de l'équipe All-Pro dès la saison achevée. Il devient un élément important de cette équipe des Giants mais n'arrive pas à être sélectionné pour le Pro Bowl. Il termine sa carrière dès la fin de la saison 1935.

### Entraineur
Alors qu'il est encore joueur, Flaherty occupe un poste d'entraineur lors de la saison 1930 dans son ancien équipe universitaire des Gonzaga Bulldogs. 
Dès sa carrière de joueur terminée, il prend en main l'équipe des Redskins au début de la saison 1936. La saison suivante, il remporte le titre de champion NFL ce qui constitue un grand accomplissement dans la carrière de Flaherty. Saison après saison, il emmène son équipe parmi les plus grandes franchises et remporte une deuxième fois le titre de champion de la NFL en 1942. Flaherty quitte son poste d'entraineur dès la victoire.
Il retrouve son équipe des Yankee de New York en 1946 évoluant en AAFC, il y fait trois saisons avant de quitter le club. Il fait ensuite une saison chez les Hornets de Chicago, ce qui constituera sa dernière saison en tant qu'entraineur.

## Palmarès
Champion de la NFL : 1937 et 1942
 Trois fois nommé dans la first-team All-pro : 1928, 1929 et 1932
 Son numéro #1 a été retiré par les Giants de New York
 Introduit au Pro Football Hall of Fame en 1976.